# Józef Salwiński
Józef Salwiński (ur. 5 września 1908 w Bieńczycach, zm. 3 lipca 1976 w Krakowie) – działacz ruchu ludowego, adwokat.

## Biografia do 1939 r.
Urodził się w rodzinie chłopskiej w Bieńczycach koło Krakowa.
Po ukończeniu Gimnazjum im. Króla Jana Sobieskiego w Krakowie i Szkoły Oficerów Rezerwy Piechoty w Cieszynie,
studiował prawo na UJ, gdzie uzyskał magisterium w 1937 r. Ożenił się z Zofią Czernek z Czyżyn i tam zamieszkał z rodziną,
prowadząc małe gospodarstwo rolne. Na krótko podjął aplikację sądową, której przeszkodziła wojna.
Jako dowódca plutonu 18 pułku piechoty brał udział w walkach pod Nowym Sączem, Tuchowem, Pilznem i Lwowem.

## Działalność w czasie okupacji
Wcześnie wstąpił do ZWZ. Jako oficer Armii Krajowej – ps. „Skała”, był dowódcą plutonu dla Czyżyn i Łęgu. Zgodnie ze swoim przekonaniami  nawiązał kontakt z przewodniczącym trójki politycznej „Rocha” Janem Gajochem i Batalionami Chłopskimi w Mogile.  Powierzono mu funkcję Przewodniczącego Komisji Administracyjno Samorządowej, której zadaniem było organizowanie aparatu administracji dla Delegatury Rządu i przygotowanie kandydatów na objęcie po odzyskaniu niepodległości stanowisk w powiatach, gminach i gromadach. Współredagował czasopismo „Ziemia”, będące organem BCh na powiat krakowski o charakterze społeczno-polityczno-wychowawczym. Wydawnictwo to było drukowane we wsi Mogiła w nakładzie około 2 tysięcy egzemplarzy od 1943 roku do końca wojny, na podstawie stałego nasłuchu radia zainstalowanego w Pleszowie u Wawrzyńca Sikory.
Niezależnie od działalności konspiracyjnej prowadził działalność legalną będąc delegatem Rady Głównej Opiekuńczej – RGO,  organizował pomoc dla najuboższych z Czyżyn i Łęgu, a po upadku Powstania Warszawskiego dla 310 przesiedlonych tam rodzin.

## Powojenna działalność zawodowa i polityczna
Pomimo zdania egzaminu sędziowskiego nie otrzymał tego stanowiska w Krakowie, podjął więc od 1947 roku aplikację adwokacką i w 1949 roku został wpisany na listę adwokatów w Krakowie. Będąc zawsze związany ze środowiskiem, z którego się wywodził, był wybitnym specjalistą do spraw gruntowych. Występował w imieniu  wywłaszczanych na niesprawiedliwych warunkach rolników pod budowę Nowej Huty.
Od 1946 roku był aktywnym działaczem Polskiego Stronnictwa Ludowego. Dzięki dużemu zaangażowaniu i zdolnościom organizacyjnym wszedł do władz miejskich i wojewódzkich Stronnictwa. Z jego ramienia był radnym Rady Miejskiej Krakowa, skąd już w 1947 r. został odwołany pod zarzutem działalności antyradzieckiej. W okresie nasilonego terroru w stosunku do działaczy PSL w październiku 1946 r. organizował i przemawiał w Rzeszotarach na pogrzebie jednego z zamordowanych przez UB działaczy. Był też jednym  z organizatorów manifestacyjnego pogrzebu Wincentego Witosa.
W 1947 r. kandydował z listy PSL  do Sejmu Ustawodawczego, jednak po śmierci poprzednika z listy posła Zygmunta Żuławskiego nie został już do tej funkcji powołany. W listopadzie 1948 r. został aresztowany przez UB i przetrzymany bez sądu do 31.12.1948 r. Po wyjeździe z Polski Stanisława Mikołajczyka nie chciał już mieć nic wspólnego z pro-pepeerowskim SL. W grudniu 1956 r. wraz z grupą byłych działaczy PSL Janem Gajochem, Józefem Marcinkowskim, Stanisławem Mierzwą podjęli próbę dalszej działalności tworząc Chłopskie Towarzystwo Oświaty i  Kultury, którego celem było „kształtowanie samodzielnej postawy człowieka wobec zmieniającego się świata”. Ponieważ cele tego Towarzystwa nie pokrywały się z intencją władz, zostało ono rozwiązane decyzją Ministerstwa Spraw Wewnętrznych w 1958 r. W Ludowym Wojsku Polskim zweryfikowano Józefa Salwińskiego bez stopnia  oficerskiego. Stopień oficerski przywrócono mu dopiero w 1965 r., kiedy to za działalność okupacyjną został odznaczony Srebrnym Krzyżem Zasługi z Mieczami, którego to odznaczenia jednak nigdy nie odebrał. Z akt SB wynika, od roku 1946 aż do końca życia był inwigilowany pod pseudonimem, „Rylak”.
Zmarł nagle 3 lipca 1976 r. i spoczął na Cmentarzu Salwatorskim (kwatera SC2-A-2) żegnany przez rzeszę chłopów ze starymi sztandarami PSL.

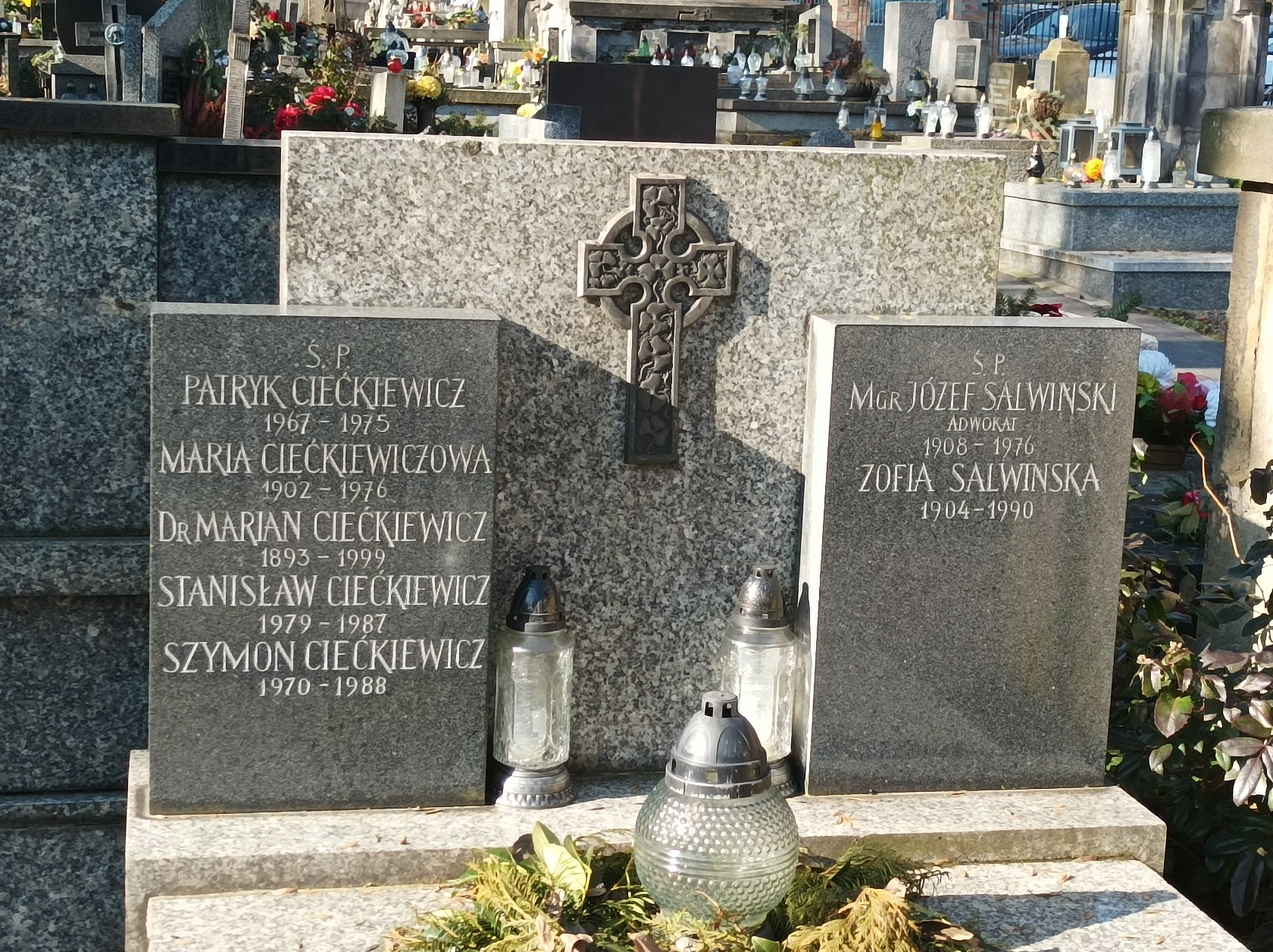
Grób Józefa Salwińskiego na Cmentarzu Salwatorskim